# 滨海圣巴托洛梅奥
滨海圣巴托洛梅奥（義大利語：San Bartolomeo al Mare），是意大利因佩里亚省的一个市镇。总面积10.88平方公里，人口3126人，人口密度287.3人/平方公里（2009年）。ISTAT代码为008052。